# Anthurium subtrilobum
Anthurium subtrilobum är en kallaväxtart som beskrevs av Heinrich Wilhelm Schott. Anthurium subtrilobum ingår i släktet Anthurium och familjen kallaväxter. Inga underarter finns listade.